# Matricaria tchihatchewii
Matricaria tchihatchewii là một loài thực vật có hoa trong họ Cúc. Loài này được (Boiss.) Voss mô tả khoa học đầu tiên năm 1894.